# 3000 Miles to Graceland
3000 Miles to Graceland (conocida en español como Los reyes del crimen en España y 3000 millas al infierno en Hispanoamérica) es una película de crimen y comedia negra estadounidense de 2001 dirigida, coproducida y coescrita por Demian Lichtenstein. Lichtenstein coescribió el guion con Richard Recco. Está protagonizada por Kurt Russell y Kevin Costner; con Courteney Cox, David Arquette, Bokeem Woodbine, Christian Slater y Kevin Pollak en papeles secundarios. Es una historia de robo y traición, centrada en un plan para robar el casino Riviera durante una convención de imitadores de Elvis Presley.
La película recibió críticas en su mayoría negativas por parte de los críticos y fue un fracaso de taquilla, ganando solo $ 18.7 millones contra su presupuesto de $ 62 millones. Recibió cinco nominaciones en los Premios Golden Raspberry de 2001, incluyendo peor película, peor actor (Costner), peor actriz de reparto (Cox), peor guion y peor pareja (Russell y Costner o Cox).

## Argumento
Michael Zane, recientemente salido de la cárcel en libertad condicional, se detiene en un motel casi en ruinas en el desierto en las afueras de Las Vegas, Nevada. Atrapa a un niño, Jesse, robando de su coche y lo persigue hasta encontrarse con su madre, Cybil Waingrow, a quien seduce.
A la mañana siguiente, cuatro hombres llegan para recoger a Michael: Murphy, Hanson, Gus y Franklin. Vestidos con trajes de Elvis Presley, el grupo va a Las Vegas y roba un casino que celebra una convención centrada en Elvis. Se desata un tiroteo y Franklin muere durante su fuga.
De vuelta en el motel, Hanson y Murphy discuten sobre la participación de Franklin hasta que Murphy dispara a Hanson. Michael esconde el dinero en el espacio de acceso entre las paredes, sin darse cuenta de que Jesse lo está mirando. Los tres ladrones restantes se adentran en el desierto para enterrar a Hanson. Murphy regresa solo después de dispararle a Gus y Michael, pero choca su auto y queda inconsciente antes de llegar al motel.
Michael llevaba un chaleco antibalas y sobrevivió al tiroteo haciéndose el muerto. Regresa al motel y descubre que falta el dinero. Deduciendo que Jesse era el responsable, irrumpe en el lugar de Cybil y encuentra el dinero. Intenta sobornar a Cybil para que olvide la situación, pero finalmente acepta llevarse a Cybil y Jesse con él.
Michael explica que el dinero está marcado, pero dice que Murphy conoce a un blanqueador de dinero en Idaho que puede ayudar. Murphy, al darse cuenta de que Michael ha tomado el dinero, se dirige a Idaho para interceptarlo. En un restaurante, Cybil roba la billetera de Michael y se escapa de Michael y Jesse. Ella toma el auto de Michael y llama al lavador de dinero, Peterson, usando una contraseña que encontró en la billetera de Michael. Murphy aparece en las instalaciones del blanqueador de dinero con la misma contraseña. Peterson explica que Cybil llamó primero, así que la esperan.
Cybil llega y encuentra a Murphy, quien asume que es Peterson. Michael y Jesse llegan más tarde en un automóvil robado y encuentran las instalaciones vacías a excepción de los cuerpos de Peterson y su secretaria. Michael deduce que Murphy tiene su coche y lo denuncia robado, lo que hace que Murphy sea arrestado. La policía descubre que Michael también conduce un automóvil robado y también lo arresta. Los hombres son colocados en celdas contiguas y tienen un enfrentamiento.
Jesse ayuda a Michael a pagar la fianza después de que Michael acepta convertirlo en su socio. Murphy llama a un hombre llamado Jack que lo ayuda a pagar la fianza. Michael recupera su coche y encuentra a Cybil atada y amordazada en el maletero. Murphy es recogido mientras hace autostop, luego mata al conductor y le roba la ropa y el vehículo.
Mientras conduce, Murphy se encuentra con Cybil y Jesse, y Murphy los saca de la carretera y toma a Jesse como rehén, diciéndole a Cybil que encuentre a Michael y el dinero. Cybil le pide ayuda a Michael. Después de cierta persuasión, Michael decide ayudar y denuncia a Murphy a las autoridades.
Michael se encuentra con Murphy en un almacén con el dinero y lo convence de que libere a Jesse. Cuando Murphy se da cuenta de que la bolsa está llena de periódicos cortados en lugar de dinero, es picado por un escorpión que Michael escondió dentro.
Un equipo SWAT rodea el almacén. Murphy finge rendirse, pero agarra un arma y dispara a Michael. Se produce un tiroteo. Murphy se niega a rendirse y la policía lo mata. Una ambulancia lleva a Michael para recibir atención médica, pero Cybil y Jesse se lo roban. Una vez más, Michael usó un chaleco antibalas y solo está levemente herido. Los tres escapan juntos y son vistos en el barco de Michael, el «Graceland». 

## Reparto
- Kurt Russell como Michael Zane.
- Kevin Costner como Thomas J. Murphy.
- Courteney Cox como Cybil Waingrow.
- Christian Slater como Hanson.
- Kevin Pollak como Alguacil Damitry.
- David Arquette como Gus.
- Jon Lovitz como Jay Peterson.
- Howie Long como Jack.
- Thomas Haden Church como Alguacil Quigley.
- Bokeem Woodbine como Franklin.
- Ice-T como Hamilton.
- David A. Kaye como Jesse Waingrow.
- Paul Anka como Jefe de sala #1.
- Louis Lombardi como Otto Sinclair.
- Christine Chatelain como Camarera sexy.
- Daisy McCrackin como Megan.

## Producción
Kurt Russell se unió al elenco de la película en enero de 2000.

## Música
La banda sonora de la película consta de 14 pistas; fue lanzada por TVT Records el 20 de febrero de 2001.
| Pista | Canción               | Intérprete           |
| ----- | --------------------- | -------------------- |
| 1     | «Killing Time»        | Hed PE               |
| 2     | «It's Gonna Kill Me»  | Filter               |
| 3     | «Bleeder»             | Nothingface          |
| 4     | «Mansion on the Hill» | Alabama 3            |
| 5     | «Smartbomb»           | BT                   |
| 6     | «In 2 Deep»           | Kenny Wayne Shepherd |
| 7     | «Who's Your Uncle?»   | Uncle Kracker        |
| 8     | «Come in Hard»        | Hardknox             |
| 9     | «New Disease»         | Spineshank           |
| 10    | «Angel Dust»          | Bender               |
| 11    | «Vapor Trail»         | The Crystal Method   |
| 12    | «Loaded Gun»          | Hednoize             |
| 13    | «Franklin's Requiem»  | George S. Clinton    |
| 14    | «Such a Night»        | Elvis Presley        |

## Recepción

### Taquilla
La película fue un fracaso de taquilla. Abrió en el puesto 3 en la taquilla de América del Norte, ganando 7 160 521 dólares en su primer fin de semana detrás de Down to Earth y Hannibal.

### Respuesta crítica
3000 Miles to Graceland recibió críticas en su mayoría negativas por parte de los críticos. El sitio web del agregador de reseñas Rotten Tomatoes informó que el 14% de los críticos dieron a la película una reseña positiva basada en una muestra de 96 reseñas, con una puntuación promedio de 3.49/10, con el consenso; «Si bien la premisa suena prometedora, la película resulta ser una película de atracos tediosa e innecesariamente violenta, que tiene pocas risas y no deja ningún cliché sin cambiar». Metacritic, que asigna una puntuación promedio ponderada de 100 a partir de las críticas de los principales críticos, otorgó a la película una calificación de 21 sobre la base de 30 críticas, lo que indica «críticas generalmente desfavorables».

### Premios
La película fue nominada a cinco Premios Golden Raspberry incluyendo peor película, peor actor (Costner), peor actriz de reparto (Cox), peor guion y peor pareja (Russell y Costner o Cox), pero no ganó ninguna de esas categorías. La película también fue nominada a cinco premios de los Stinkers Bad Movie Awards, incluyendo peor película, peor actor (Costner), peor actriz de peparto, acento falso más molesto - femenino (Cox) y grupo en pantalla más molesto (los imitadores de Elvis), pero no pudo ganar ninguna de esas categorías.